# Aromas (California)
Aromas è un census-designated place (CDP) degli Stati Uniti d'America situato in California, diviso tra la contea di Monterey e la contea di San Benito.